# Síndrome de la muerte súbita por inhalación
El síndrome de la muerte súbita por inhalación (SSMD) es una muerte súbita provocada por el uso indebido de inhalantes. Se produce minutos u horas después del consumo de una sustancia. Un sobresalto o la actividad física también pueden desencadenar su aparición.
Ocurre más habitualmente debido al uso de butano, propano o aerosoles. Puede ocurrir después de una sola inhalación de sustancias químicas y aproximadamente en el 20% de los casos se produce con la primera inhalación. El mecanismo subyacente suele acarrear una frecuencia cardíaca irregular, concretamente fibrilación ventricular debido a la liberación de catecolaminas. Otros casos pueden deberse a una falta de oxígeno o a una reacción alérgica.
El tratamiento es similar al de otras causas de fibrilación auricular, con RCP y desfibrilación, excepto que no se recomienda la epinefrina y se pueden utilizar betabloqueantes (como el esmolol). Sin embargo, la desfibrilación puede no ser efectiva en un principio. Los resultados normalmente son malos.
En Estados Unidos, las sustancias inhalantes causan entre 100 y 200 muertes al año. Aproximadamente la mitad de estas son resultado del SSDS. En Estados Unidos los más afectados son los hombres blancos jóvenes, a pesar de que las tasas de consumo son similares entre los sexos. La enfermedad fue descrita por primera vez en 1970 por Bass.